# Casciana Terme Lari
Casciana Terme Lari est une commune italienne de 12 120 habitants (au 31 décembre 2022) située dans la province de Pise dans la région de la Toscane dans le centre de l'Italie qui comprend Casciana Terme, Lari.

## Géographie
Casciana Terme Lari est située à environ 27 km au sud-est de la capitale provinciale Pise et à environ 58 km au sud-ouest de la capitale régionale Florence . La commune se trouve sur la rivière Cascina , un affluent gauche de l'Era .

## Histoire
La commune a été créée le 1er janvier 2014 par la fusion des communes auparavant indépendantes de Casciana Terme et Lari . Lors du référendum des 6 et 7 octobre 2013, 80,02% (taux de participation de 45,25%) ont voté pour la fusion à Casciana Terme et 76,93% (taux de participation de 34,02%) à Lari. La loi fusionnant les deux communes est la Legge Regionale n.68 du 22 novembre 2013. La mairie est à Lari. [ Casciana fut indépendante jusqu'en 1776, puis elle fut ajoutée à Lari en tant que district. De 1927 à 2013, elle fut à nouveau une commune indépendante, contrairement à Casciana Alta , qui resta un hameau de Lari. La mairie est à Lari.

## Hameaux
Casciana Alta, Casciana Terme, Ceppato, Cevoli, Collemontanino, Lari, Lavaiano, Parlascio, Perignano, Sant'Ermo, San Ruffino et Usigliano.

## Communes voisines
Capannoli , Cascina , Chianni , Crespina, Lorenzana , Ponsacco , Pontedera , Santa Luce et Terricciola .